# Релігійна дискримінація
Релігійна дискримінація — обмеження людей у правах за ознакою їхньої релігійної приналежності. У ряді країн, де представлені декілька релігійних общин, дискримінація зазвичай супроводжується релігійною стратифікацією, коли на соціальній драбині общини мають вищий чи нижчий статус одна відносно одної.

## Історичний огляд

### Стародавній світ
У стародавньому світі релігійна приналежність зазвичай збігалася з етнічною. Від чужоземців не вимагалось вшанування місцевих богів, оскільки вони вважалися покровителями лише місцевого населення. Ставлення до чужих богів було різним: в одних випадках вони сприймалися як демони(так, санскритське слово «дева» — божество має те ж походження, що й перське «дев» — диявол), в інших — як просто «не свої», але реально існуючі боги (таким було відношення древніх греків до богів сусідніх народів — фракійців, фригійців та ін.), які в ряді випадків могли запозичуватися, у третіх — вони могли ототожнюватись із місцевими богами (так, етруські та римські боги, на початку маючи оригінальне походження та культи, були ототожнені з грецькими, а зв'язана з ними міфологія адаптована до грецьких уявлень, наприклад, Зевс — Тін — Юпітер, Гера — Уні — Юнона, та ін.). Релігійна приналежність рабів зазвичай власників не цікавила.
В Древньому Римі широке поширення одержав синкретизм, коли боги переможених народів приєднувалися до римського пантеону.
Біблія — один із найдавніших релігійних текстів, як проголосила нетерпимість за релігійним, а не етнічним принципом. Древні євреї знищували жителів Єрихону та ряду інших міст на підставі того, що Бог дарував їм землю обітовану, а язичники-іновірці займали її неправомірно.

### Середні віки
З поширенням монотеїзму поширилась та була узаконена також і релігійна дискримінація. Прогресивним кроком було те, що інші народи стали сприйматись не як чужі в принципі, а як потенційні об'єкти для навернення. Однак відмова від навернення накладала цілий ряд обмежень, пов'язаних з оподаткуванням, елементарними правами та ін. Великі громади іновірців або взагалі були неможливі, або вони відгороджувалися від решти населення (див. Гетто). Перехід в іншу віру, як правило, вважався найважчим злочином. З іншого боку, на общини іновірців не поширювалась юрисдикція панівної церкви, іновірці не могли бути засуджені за єресь (проте могли бути засуджені за спробу конверсії у свою віру).

### Сучасна історія

#### Ісламські держави

##### Гноблення шиїтів
Шиїти традиційно мали в арабських державах нижчий статус, чим суніти, та були обмежені в можливостях займати ряд посад. Посилення статусу шиїтів у ряді арабських держав у XX ст. (Ліван, Сирія, Ірак) привело до запеклих сутичок між ними та сунітами, які не бажали втрачати привілейований статус. Панісламські екстремістські організації (наприклад, Аль-Каїда) сприймають шиїтів як суперників та здійснюють терор проти них.

##### США
У США законодавчо закріплена свобода віросповідання, однак принцип «політичної коректності» приводить до того, що святкування релігійних свят все частіше стає можливим лише в приватному колі.
Вчення ряду християнських конфесій суперечить законодавству(свідки Єгови — переливання крові, адвентисти — служба в армії, та ін.).
Ряд традиційних індіанських культів стикається з обмеженнями в результаті застосування екологічного законодавства.

## Дискримінація конкретних конфесій

### Антихристиянство
Негативне ставлення до християн чи християнства, підтримуване як окремими людьми, так і цілими групами. До цього терміна також відносяться сатанізм та дияволопоклонство, але це лише часткові прояви антихристиянської дискримінації.

### Антиюдаїзм
Термін для вираження ворожості стосовно юдеїв, окремо від етнічних євреїв, зазвичай не вживається таке ставлення включається в поняття релігійного антисемітизму. В середньовіччя в Європі був поширений масовий християнський антисемітизм. В наші дні дискримінація за ознакою ставлення до юдаїзму характерна для декількох мусульманських держав.